# Buslijn 4 (Haaglanden)
Buslijn 4 van HTM is een voormalige buslijn in de regio Haaglanden, in de Nederlandse provincie Zuid-Holland.
Van 2002 t/m 2004 werd een gedeelte van het traject ook bereden met het lijnnummers "4P", waarbij de "P" stond voor "Pendelbus". Deze pendelbus reed tussen Kijkduin (Deltaplein) en het Kijkduinpark.

## Geschiedenis

### 1925-1926
De allereerste HTM-buslijn 4 was tevens de eerste HTM-buslijn die alleen binnen Den Haag reed, en kwam in dienst op 31 mei 1925, en reed tussen het Hobbemaplein en het openluchtzwembad in het Zuiderpark. Lokale buslijnen, ook de "wilde" particuliere buslijnen, hadden toen een lijnnummer. Op 14 september 1925 werd deze lijn alweer opgeheven omdat het geen succes was. Op 7 oktober 1925 ging de 2e HTM-buslijn 4 al rijden, nu tussen de Grote kerk en Kijkduin. Er werd een ingewikkelde route gevolgd met de bedoeling de concurrentie tegen te gaan. Ook dit valt tegen, en op 31 juli 1926 wordt de route daarom sterk gewijzigd. Dat de HTM toen ook een tramlijn 4 had was blijkbaar niet bezwaarlijk. Met ingang van 1927 werden alle particuliere lijnen verboden en kregen de HTM-buslijnen een letter, en wordt buslijn 4 buslijn M.

### 1959-1966
- 1 april 1959: De derde buslijn 4 werd ingesteld op het traject Hollands Spoor/Stationsweg - Leidsestraatweg/Zijdelaan in Marlot. Het traject werd overgenomen van tramlijn 4, die dezelfde dag was opgeheven. In tegenstelling tot de tramlijn, die op weg naar Marlot de gehele Bezuidenhoutseweg afreed, bediende buslijn 4 ook de wijk Mariahoeve. De route onderging diverse wijzigingen, onder meer op 9 januari 1961 toen tramlijn 6 als tweede lijn tot achterin Mariahoeve doordrong, en omstreeks 1962-1963, toen de bus door verlegging via de Theresiastraat het Bezuidenhout beter ging doorsnijden.
- 21 mei 1966: Deze lijn 4 werd opgeheven en grotendeels vervangen door de vierde lijn 4, waarbij de bediening van Marlot werd overgelaten aan de streekbussen van de NZH, die voor lokaal vervoer werden opengesteld tegen HTM-tarief.

### 1966-2004

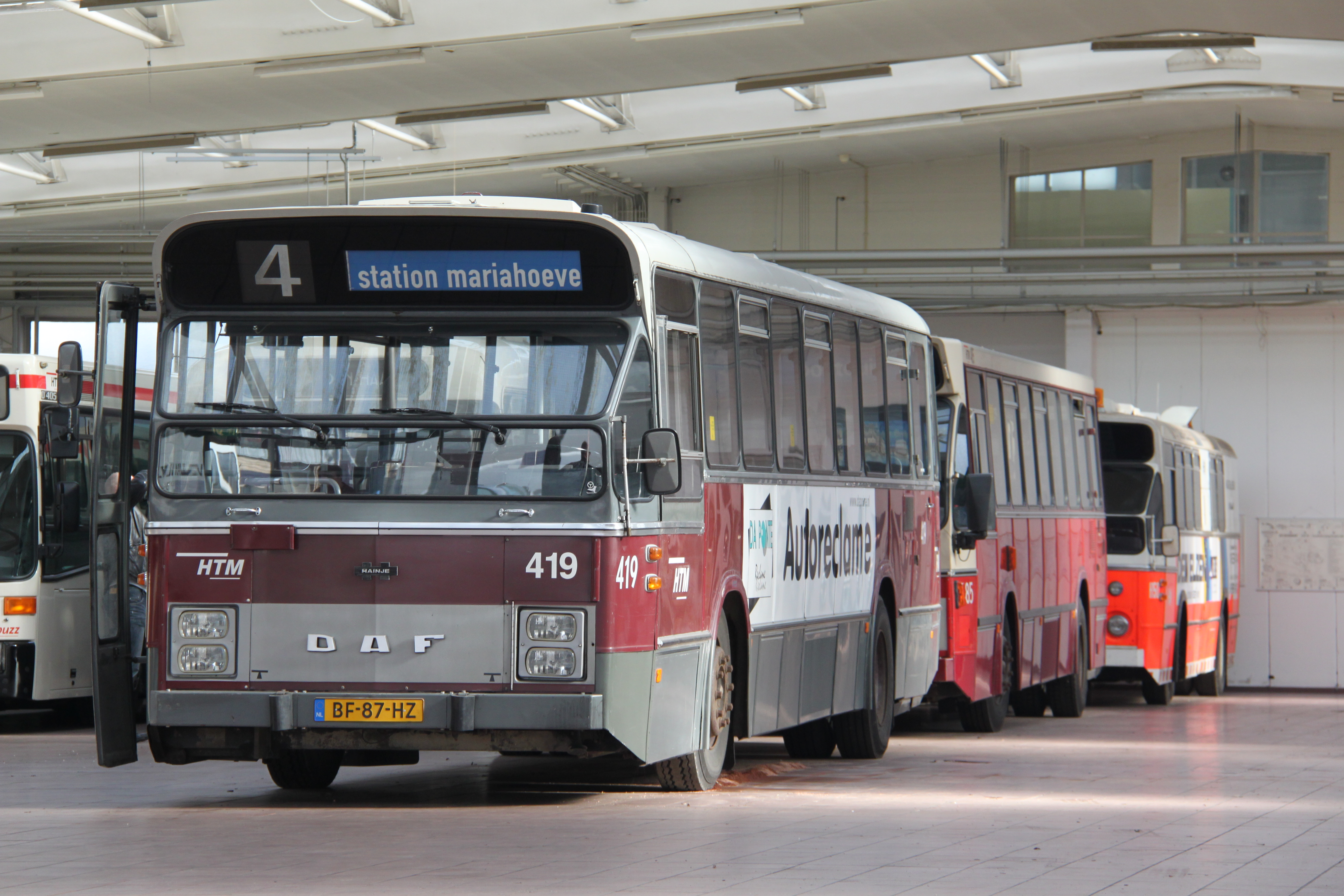
Museumbus 419 uit 1982 ingefilmd als lijn 4

- 22 mei 1966: De instelling van de vierde lijn 4 vond plaats op het traject Balsemienlaan - Hofzichtlaan. Het traject was een combinatie van een deel van het traject van de eerste lijn 4 met de gehele lijn 21 met een routewijziging in de Vogelwijk.
- 15 juli 1966: Het eindpunt Hofzichtlaan werd verlegd naar station Mariahoeve.
- 5 november 1972: Het eindpunt Balsemienlaan werd verlegd naar Kijkduin/Deltaplein.
- juni 1976: Door de opening van Station Den Haag Centraal verlaat lijn 4 de route Bezuidenhoutseweg - Herengracht - Fluwelen Burgwal - Kalvermarkt. Daarvoor in de plaats neemt de lijn vanaf de Theresiastraat een speciaal aangelegde (maar allang weer verdwenen) busbaan naast het nieuwe station om boven op het busplatform uit te komen. De route richting Kijkduin wordt voortgezet via het Prins Bernard Viaduct - Schedeldoekshaven en het Spui.
- 13 juli 1995: Het eindpunt bij station Mariahoeve werd voor de helft van de ritten verlegd naar Leidschendam/Dillenburgsingel.
- 30 december 1998: Het eindpunt Leidschendam/Dillenburgsingel werd verlegd naar Leidschendam/Noordsingel.
- 8 juli 2000: Het eindpunt Leidschendam/Dillenburgsingel werd opgeheven. Alle ritten eindigden weer bij station Mariahoeve.
- 14 juli 2001: In Kijkduin werd het eindpunt gedeeltelijk verlegd naar Kijkduinpark.
- 13 juli 2002: Alle ritten kregen in Kijkduin het eindpunt Deltaplein. Het traject naar Kijkduinpark werd overgenomen door lijn 4P.
- 12 december 2004: Lijn 4 werd opgeheven door vernummering in lijn 24, omdat men het lijnnummer 4 wilde vrij maken voor lijn 4 van RandstadRail. Dit hoorde bij het plan om alle tramlijnen te nummeren van 1 tot en met 12. Uiteindelijk zag men af van verdere uitvoering van dat plan.[3]

### Lijn 4P
- 13 juli 2002: De eerste instelling van lijn 4P vond plaats op het traject Kijkduinpark - Kijkduin (Deltaplein). De buslijn reed op verzoek vanaf het Kijkduinpark en was daarom niet aangesloten op lijn 4.
- 12 december 2004: Lijn 4P werd opgeheven. Het traject werd (door vernummering) overgenomen door lijn 24P.